# Svagdricka

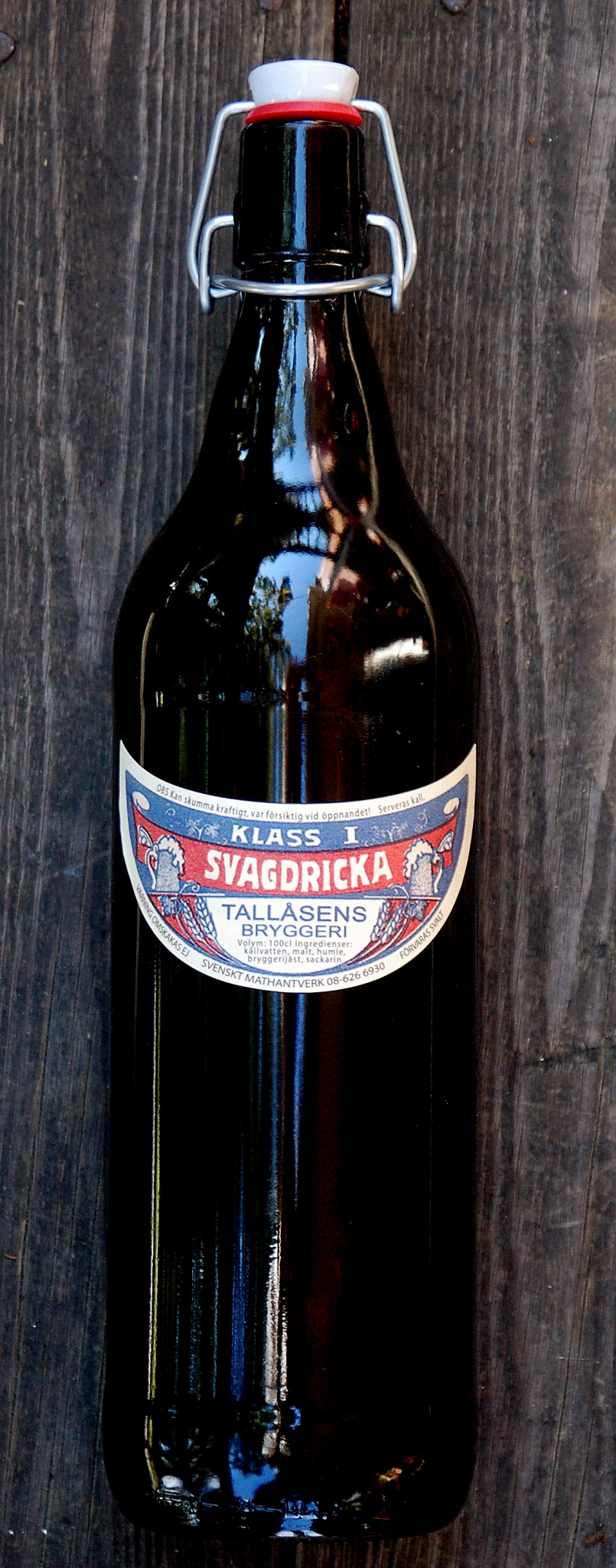
literfles Svagdricka

Svagdricka (letterlijk: zwakke drank) is een traditioneel Zweeds laagalcoholisch moutbier, vergelijkbaar met Belgisch tafelbier en Nederlands oud bruin. 
Svagdricka is een donker bier van hoge gisting met een alcoholpercentage van maximaal 2,25%. Het bier is niet gepasteuriseerd en wordt op smaak gebracht met onder andere suiker, siroop en sacharine. Tegenwoordig worden deze bieren vooral nog tijdens de feestdagen Pasen en Kerstmis gebrouwen. In het laatste geval worden de bieren ook wel juldricka (kerstdrank) genoemd.